# گیپ (ویرجینیای غربی)
گیپ (به انگلیسی: Gip) یک منطقهٔ مسکونی در ایالات متحده آمریکا است که در شهرستان برکستون، ویرجینیای غربی واقع شده‌است.